# 网络纠缠
网络跟踪或网络纠缠（英語：Cyberstalking）是指利用互联网或其他电子手段对个人、团体或组织进行纠缠或骚扰的行为。它可能包括诬告、诽谤、口头诽谤以及书面诽谤。它还可能包括监视、身份盗窃、威胁、破坏、性骚扰、人肉搜索或勒索。 这些不良行为是在网上进行的，会侵入个人数字生活，并对受害者的心理健康和情绪健康以及他们在网上的安全感造成负面影响。受害者有权利对其进行法律申诉。
网络跟踪通常伴随着实时或线下的纠缠。在美国的许多司法管辖区，例如加利福尼亚州，这两种行为都是刑事犯罪。二者动机都是为了控制、恐吓或影响受害者。跟踪者可能是网上的陌生人，也可能是目标认识的人。他们可能会匿名在网上拉拢其他甚至不认识目标的人参与其中。
根据美国各州的反跟踪、诽谤和骚扰法律，网络跟踪是一种刑事罪名。一旦罪名成立，攻击者可能会面临限制令、缓刑或刑事处罚，包括监禁。

## 定义和描述
专家和立法者曾多次尝试对网络跟踪下定义。人们普遍认为，网络跟踪是指利用互联网或其他电子手段对个人、团体或组织进行纠缠或骚扰的行为。 网络跟踪是网络欺凌的一种形式；这两个词在媒体上经常互换使用。两者都可能包括诬告、诽谤、口头诽谤和书面诽谤。
网络跟踪还可能包括监视、身份盗窃、威胁、破坏、性骚扰或收集可能用于威胁或骚扰的信息。网络跟踪通常伴随着实时或线下的跟踪。这两种形式的跟踪都可能构成刑事犯罪。
跟踪是一个持续的过程，由一系列行为组成，而这些行为本身可能完全合法。技术伦理学教授 Lambèr Royakkers 将网络跟踪定义为由与受害者没有现存关系的人实施的行为。关于网络跟踪的恶劣影响，他写道：

“跟踪”是一种精神攻击，施暴者反复、不情愿地、破坏性地闯入与他/她没有关系（或不再有关系）的受害者的生活世界，其动机可以直接或间接地追溯到情感领域。此外，构成入侵的个别行为本身不会造成精神虐待，但合在一起就会造成精神虐待（累积效应）。

### 区分网络跟踪与其他行为
网络挑衅和网络跟踪之间是有区别的。研究表明，一次性被认为无害的行为可以被认为是网络挑衅，而如果它是持续性活动的一部分，则可以被认为是跟踪。
| 恶意类型 | 动机   | 方式     | 严重程度 | 描述                                           |
| -------- | ------ | -------- | -------- | ---------------------------------------------- |
| 1        | 玩乐性 | 网络斗嘴 | 网络挑衅 | 一时冲动，很快后悔                             |
| 2        | 战术性 | 网络欺骗 | 网络挑衅 | 一时冲动，但不后悔并继续                       |
| 3        | 策划性 | 网络欺凌 | 网络跟踪 | 想方设法制造问题，但没有持续和有计划的长期活动 |
| 4        | 支配性 | 网络骚扰 | 网络跟踪 | 专门构建富媒体内容来针对一个或多个特定个人     |

网络跟踪作家 Alexis Moore 将网络跟踪与出于经济动机的身份盗窃区分开来。她的定义也被菲律宾共和国在其法律描述中使用，内容如下：
网络跟踪是一种基于技术的“攻击”，针对的是因愤怒、报复或控制等原因而被特别选中的攻击目标。网络跟踪的形式多种多样，包括： 
1. 骚扰、使受害者难堪和羞辱
2. 清空银行账户或其他经济控制，例如破坏受害者的信用评分
3. 骚扰家人、朋友和雇主，孤立受害者
4. 策划恐吓，灌输恐惧等

### 识别和检测
网络天使撰写了关于如何识别网络跟踪的文章：
在“实地”识别网络跟踪时，尤其是在考虑是否向任何类型的法律机构报告时，可以考虑以下特征或特征组合来描述真正的跟踪情况：恶意、预谋、重复、痛苦、迷恋、仇恨、没有合法目的、针对个人、无视停止警告、骚扰和威胁。
网络跟踪有许多关键因素：
- 诬告：许多网络跟踪者试图损害受害者的声誉，并使其他人反对他们。他们在网站上发布有关受害者的虚假信息。他们可能为此目的建立自己的网站、博客或用户页面。他们在新闻组、聊天室或其他允许公众投稿的网站（如维基百科或亚马逊公司）上发布对受害者的指控。[12]
- 试图收集有关受害者的信息：网络跟踪者可能会接触受害者的朋友、家人和同事以获取个人信息。他们可能会在互联网上发布广告以获取信息，或者雇用私家侦探。[13]
- 监控目标的在线活动并试图追踪其IP地址，以收集有关受害者的更多信息，比如受害者的家庭住址。[14]
- 鼓励他人骚扰受害者：许多网络跟踪者试图让第三方参与骚扰。他们可能会声称受害者以某种方式伤害了跟踪者或其家人，或者可能会公布受害者的姓名和电话号码，以鼓励其他人加入跟踪。[15]
- 虚假受害：网络跟踪者会声称受害者正在骚扰他。Bocij 写道，在许多众所周知的案例中都注意到了这种现象。[16]
- 对数据和设备的攻击：他们可能会尝试通过发送计算机病毒来破坏受害者的计算机。
- 订购商品和服务：他们以受害者的名义订购商品或订阅杂志。这些通常包括订阅色情制品或订购性玩具，然后将它们送到受害者的工作场所。
- 安排见面：年轻人面临着网络跟踪者试图安排他们之间见面的风险特别高。[16]

## 普遍性和影响
据《执法技术》报道，随着新技术的出现和跟踪受害者新方式的出现，网络跟踪事件有所增加。“心怀不满的员工冒充老板在社交网站上发布露骨信息；配偶使用 GPS 追踪伴侣的一举一动。甚至警察和检察官也发现自己处于危险之中，因为帮派成员和其他有组织犯罪分子会查明他们的住址，通常是为了恐吓他们放弃案件。”
2009 年 1 月，美国司法统计局发布了由美国反妇女暴力办公室赞助的研究报告《美国跟踪受害情况》。该报告基于全国犯罪受害调查的补充数据，显示四分之一的跟踪受害者也曾遭受过网络跟踪，施暴者使用基于互联网的服务，如电子邮件、即时消息、GPS 或间谍软件。最终报告指出，约有 120 万名受害者的跟踪者使用技术来寻找他们。 位于华盛顿哥伦比亚特区的强奸、虐待和乱伦全国网 (RAINN) 发布的统计数据显示，美国每年有 340 万名跟踪受害者。其中，四分之一的人报告说经历过网络跟踪。
克莱姆森大学的社会心理学家 Robin M. Kowalski 表示，网络欺凌已被证明比普通的欺凌更容易导致受害者出现焦虑和抑郁。Kowalksi 表示，这在很大程度上源于施暴者的匿名性，这也是网络跟踪的一个共同特征。根据 Kowalksi 对 3700 名受欺凌中学生进行的一项研究，四分之一的人曾遭受过某种形式的网络骚扰。

## 类型

### 被陌生人跟踪
阿拉巴马州富兰克林县的地方检察官 Joey Rushing 表示，网络跟踪者没有一个统一的定义——他们对受害者而言可以是陌生人，也可以是或曾与受害者有关系的人。“网络跟踪者有着各种外形、体态、年龄和背景。他们在网站上巡查，找寻机会侵害他人。”

### 基于性别的跟踪
由于性别原因在网上进行骚扰和跟踪，也称为网络性别暴力，这种现象很常见，其中可能包括强奸威胁和其他暴力威胁，以及公布受害者的个人信息。 人们指责这种行为限制了受害者在网上的活动或迫使她们完全离线，从而阻碍了她们参与网络生活，并损害了她们的自主权、尊严、身份和机会。

### 亲密伴侣之间的跟踪
亲密伴侣之间的网络跟踪是指对现任或前任恋爱伴侣的网络骚扰。这是一种家庭暴力，专家表示，其目的是控制受害者，以鼓励社会孤立并制造依赖。骚扰者可能会向受害者发送重复的侮辱性或威胁性电子邮件，监控或干扰受害者的电子邮件使用，并使用受害者的账户冒充受害者向他人发送电子邮件或购买受害者不想要的商品或服务。他们还可能利用互联网搜索和汇编有关受害者的个人信息，以便用于骚扰他/她。

### 对名人及公众人物的跟踪
对跟踪者的分析表明，他们几乎总是跟踪他们认识的人，或经妄想认为他们认识的人，例如跟踪名人或公众人物，在这种情况下，跟踪者认为他们认识名人，即使名人并不认识他们。 作为他们冒着风险进入公众视野的一部分，名人及公众人物经常成为小报以及跟踪者的谣言或编造故事的目标，有些跟踪者甚至看起来像粉丝。
在一个著名的案例中，2011 年，女演员帕特里夏·阿奎特在声称其被网络跟踪后退出了Facebook。在她的最后一篇帖子中，阿奎特解释说，她的安全人员警告她的 Facebook 好友，永远不要接受他们实际上不认识的人的好友请求。阿奎特强调，仅仅因为人们看起来像是粉丝，并不意味着他们是安全的。媒体发表声明称，阿奎特计划未来只通过她的Twitter账户与粉丝交流。

### 被匿名网络暴民跟踪
Web 2.0技术使匿名网络群体能够自发组织起来，以网络诽谤、暴力威胁和基于技术的攻击为目标攻击个人。这些行为包括发布谣言和篡改过的照片、威胁强奸和其他暴力、公布受害者的敏感个人信息、向受害者的雇主发送有关受害者的破坏性言论，以及操纵搜索引擎使有关受害者的破坏性材料更加突出。 受害者通常会通过采用化名或完全退网来应对。
专家将匿名网络暴民的破坏性归因于群体动力学，称观点相同的群体往往会变得更加极端。当成员们互相强化彼此的信念时，他们就无法将自己视为个体，并对自己的破坏行为失去个人责任感。在这样做的过程中，他们将受害者非人化，当他们认为自己得到了权威人士的支持时，就会变得更加咄咄逼人。互联网服务提供商和网站所有者有时也会因为没有公开反对这种骚扰而受到指责。
美国软件开发人员和博主凯西·希尔顿的经历就是一个典型的网络暴民骚扰的例子。2007 年，一群匿名人士袭击了希拉，威胁要强奸和勒死她，公布了她的家庭住址和社会安全号码，并发布了她被篡改的照片。希拉感到害怕，取消了她的演讲活动，并关闭了她的博客，她写道：“我永远不会有同样的感觉。我永远不会是同一个人了。”

### 企业网络跟踪
企业网络跟踪是指公司在网上骚扰个人；或是个人或一群个人骚扰组织。 企业网络跟踪的动机是意识形态上的，或者包括希望获得经济利益或报复。

## 犯罪者

### 动机和特征
对数字犯罪者的心理分析已经确定了促使跟踪者犯罪的心理和社会因素，包括：嫉妒；病态的迷恋（职业或性）；失业或工作或生活失败；意图恐吓他人并使他人感到自卑；跟踪者妄想并认为他们“认识”目标；跟踪者想让他人感到恐惧，以证明他/她的地位；认为他们可以逍遥法外（匿名性）；为了经济利益或商业竞争而进行恐吓；因感知到或想象中的拒绝而进行报复。
四种类型的网络跟踪者
Leroy McFarlane 和 Paul Bocij 的初步工作已经确定了四种类型的网络跟踪者：以攻击凶猛著称的报复型网络跟踪者；动机是骚扰他人的冷静型网络跟踪者；试图与受害者建立关系，但在遭到拒绝后就会攻击受害者的亲密型网络跟踪者；以及有动机的集体型网络跟踪者。 据《互联网的新面孔：纠缠》（西班牙語：Una nueva cara de Internet, El acoso）一书的作者 Antonio Chacón Medina 称，骚扰者的总体特征是冷漠的，对他人很少或根本没有尊重。缠扰者是一种捕食者，他们可以耐心地等待弱势受害者的出现，例如妇女或儿童，或者他们可能喜欢跟踪某个特定的人，无论这个人是他们认识的还是不认识的。骚扰者享受并展示他们对受害者的追求和伤害的权力。

### 行为
网络跟踪者通过使用搜索引擎、在线论坛、公告栏和讨论区、聊天室，近期出现更多的则是社交网站（如MySpace、Facebook、Bebo、Friendster、Twitter和以个人出版而闻名的媒体机构Indymedia）来寻找受害者。他们可能会参与实时聊天骚扰或网络骂战，或者他们可能会发送电子病毒和垃圾邮件。 网络跟踪者可能会调查个人以满足他们的迷恋和好奇心。相反，网络跟踪者的行为可能会变得更加激烈，例如反复向目标发送即时消息。 更常见的是，他们会在网页、留言板和留言簿上发布有关其跟踪目标的诽谤性或贬损性言论，旨在从受害者那里得到反应或回应，从而开始接触。 在某些情况下，他们会以受害者的名义创建包含诽谤性或色情内容的假博客。
在被起诉时，许多跟踪者都曾试图为自己的行为辩护，理由是他们使用的是公共论坛，而不是直接接触。一旦他们从受害者那里得到反应，他们通常会试图追踪或跟踪受害者的互联网活动。典型的网络跟踪行为包括追踪受害者的IP地址，试图核实他们的住所或工作地点。 一些网络跟踪情况确实演变成现实跟踪，受害者可能会遭遇辱骂性和过度的电话骚扰、破坏、威胁性或淫秽邮件、非法侵入和人身攻击。 此外，许多现实跟踪者会将网络跟踪作为骚扰受害者的另一种方式。
2007 年，德克萨斯大学健康科学中心的 Paige Padgett 领导的一项研究发现，在网上寻找爱情的女性对安全存在错误的认识。

## 网络跟踪立法
关于网络跟踪的立法因国家/地区而异。网络跟踪和网络欺凌是相对较新的现象，但这并不意味着通过网络实施的犯罪行为不会受到为此目的起草的立法的惩罚。尽管通常都有禁止跟踪或骚扰的一般性法律，但立法者有时认为此类法律不适用或远不够，因此提出了新的立法来解决这一明显的不足。常被忽略的一点是，在这些虚拟社区中，执行这些法律可能是一项挑战。原因是，对于从未处理过网络跟踪案件的执法机构来说，这些问题非常独特。 例如，在美国，几乎每个州都有针对网络跟踪、网络欺凌或两者兼有的法律。
在美国等国家，在实践中，“网络欺凌”和“网络跟踪”的概念在立法上几乎没有区别。主要区别在于年龄；如果涉及成年人，该行为通常被称为“网络跟踪”，而在儿童中，该行为通常被称为“网络欺凌”。然而，由于这两个词语还没有正式的定义，这种区别只是一种语义上的区别，许多法律对“欺凌”和“跟踪”的处理方式也大致相同。

### 澳大利亚
在澳大利亚，1999 年的《跟踪修正法案》将使用任何形式的技术骚扰目标的行为列为“刑事跟踪”的形式。

### 加拿大
2012 年，加拿大对年轻学生阿曼达·托德的死亡事件进行了高调调查，她在自杀前曾在网上遭到勒索和跟踪。加拿大皇家骑警因没有将其中一名 alleged stalker 列为嫌疑人而受到媒体批评。

### 菲律宾
在菲律宾共和国第十五届国会期间，曼尼·维拉参议员提出了一项网络跟踪法案。其结果是“敦促参议院科学技术委员会以及公共信息和大众媒体委员会进行立法调查，调查网络跟踪案件的不断发生以及在互联网上采用的作案手法，以期制定立法和政策措施，以遏制网络跟踪和其他网络犯罪，并保护该国的网络用户。”

### 美国

#### 历史、现行立法
根据美国的反跟踪、诽谤和骚扰法律，网络跟踪是一种刑事犯罪。
一旦罪名成立，攻击者可能会面临限制令、缓刑或刑事处罚，包括监禁。 美国最近的联邦法律已经专门针对网络跟踪问题。例如，2000 年通过的《反妇女暴力法》将网络跟踪列入了联邦州际跟踪法。 美国现行的联邦反网络跟踪法见美國法典第47编 § 第223節。
尽管如此，仍然缺乏专门针对网络跟踪的联邦立法，大多数立法都停留在州一级。 一些州既有跟踪法，也有骚扰法，将威胁性和不受欢迎的电子通信定为犯罪。 第一部反跟踪法于 1990 年在加利福尼亚州颁布，虽然所有 50 个州很快都通过了反跟踪法，但到 2009 年，只有 14 个州的法律专门针对“高科技跟踪”。 美国第一部网络跟踪法于 1999 年在加利福尼亚州生效。 其他一些州除了骚扰或反跟踪法外，还制定了禁止滥用计算机通信和电子邮件的法律，而另一些州则通过了措辞宽泛的法律，这些法律可以被解释为包括网络跟踪行为，例如在其骚扰或跟踪立法中。
刑期从四级指控的 18 个月监禁和 10,000 美元罚款到二级指控的 10 年监禁和 150,000 美元罚款不等。
制定了网络跟踪立法的州
- 阿拉巴马州、亚利桑那州、康涅狄格州、夏威夷州、伊利诺伊州、新罕布什尔州和纽约州在其骚扰立法中都包含了禁止骚扰性电子、计算机或电子邮件通信的条款。
- 阿拉斯加州、佛罗里达州、俄克拉荷马州、怀俄明州和加利福尼亚州已将电子通信声明纳入其反跟踪法中，将其视为构成跟踪的行为。
- 德克萨斯州于 2001 年颁布了《电子通信跟踪法》。
- 在 2006 年梅根·迈尔自杀案（英语：Suicide of Megan Meier）之后，密苏里州修改了其州骚扰法，将通过电话和电子通信进行的跟踪和骚扰（以及网络欺凌）包括在内。在为数不多的几起网络跟踪定罪案件中，网络跟踪者是一名女性，这比男性网络跟踪者要少见得多。[49] 然而，该判决在 2009 年的上诉中被推翻。[50]
- 在佛罗里达州，HB 479 于 2003 年提出，旨在禁止网络跟踪。该法案于 2003 年 10 月签署成为法律。[51]

#### 年龄、法律限制
虽然有些法律只针对对儿童的网络骚扰，但也有一些法律保护成年网络跟踪受害者。虽然有些网站专门介绍保护 18 岁及以下受害者的法律，但美国现行和待定的网络跟踪相关联邦和州法律为所有年龄段的受害者提供帮助。
大多数跟踪法都要求施暴者对受害者构成可信的暴力威胁；其他法律则包括对受害者直系亲属的威胁；还有一些法律要求 alleged stalker 的行为构成隐含的威胁。虽然某些涉及骚扰或威胁行为的行为可能达不到非法跟踪的程度，但此类行为可能是跟踪和暴力的前奏，应予以认真对待。
网络身份隐匿模糊了潜在受害者识别施暴者权利的界限。长期以来，人们一直在争论如何在不侵犯受保护的公民自由的情况下追踪互联网使用，以确保安全。

#### 具体案例
在美国，已经发生了一些与网络跟踪有关的备受瞩目的法律案件，其中许多案件都涉及年轻学生的自杀。 在其他数千起案件中，要么没有对网络骚扰行为提起指控，要么没有成功定罪。 与所有法律案件一样，这在很大程度上取决于公众对受害者的同情、法律代理人的素质以及其他可能极大地影响犯罪结果的因素——即使它会被视为犯罪。
例如，在密歇根州，一名 14 岁的学生指控一名男子强奸了她，结果她遭到同学的网络跟踪和网络欺凌。在她于 2010 年自杀后，对这名涉嫌强奸她的男子的所有指控都被撤销，理由是唯一的证人已经死亡。尽管事实上可以对他提起法定强奸指控。
在另一起网络跟踪案件中，大学生达伦·拉维偷拍室友与另一名男子的性关系，然后将其发布到网上。受害者自杀后，拉维在新泽西州诉达伦·拉维案中被判犯有偏见恐吓以及侵犯隐私罪。2012 年，他被判处 30 天监禁、超过 11,000 美元的赔偿金和三年缓刑。法官裁定，他认为拉维的行为是出于“极度的麻木，而非仇恨”。

### 欧洲
- 波兰 – 2011 年 6 月 6 日，《波兰刑法典》将跟踪（包括网络跟踪）定为刑事犯罪。[63]
- 西班牙 – 在西班牙，可以通过匿名的方式向四个安全机构提供有关网络犯罪的信息：国民警卫队 (西班牙) 的Grupo de Delitos Telemáticos（西班牙語）[64]、西班牙国家警察总队（英语：National Police Corps (Spain)）的Brigada de Investigación Tecnológica（西班牙語）[65]、加泰罗尼亚的加泰罗尼亚自治警察（英语：Mossos d'Esquadra）以及巴斯克自治区的巴斯克自治警察（英语：Ertzaintza）。也可以向非政府组织提供信息。[66]
- 英国 – 在英国，《1997年防止骚扰法案（英语：Protection from Harassment Act 1997）》中包含一项涵盖网络跟踪的跟踪罪，该罪是通过《2012年自由保护法案（英语：Protection of Freedoms Act 2012）》引入该法案的。

## 扩展阅读
- Bocij, Paul (2004). Cyberstalking: Harassment in the Internet Age and how to Protect Your Family. Greenwood Publishing Group. ISBN 0-275-98118-5
- Ellison, Louise; Akdeniz, Yaman. "Cyber-stalking: the Regulation of Harassment on the Internet" Criminal Law Review. December 1998 Special Edition: Crime, Criminal Justice and the Internet. pp. 29–48.
- Meloy, J. (2000). The Psychology of Stalking. Reid. Academic Press. ISBN 0-12-490561-7
- Mullen, Paul E.; Pathé, Michele; Purcell, Rosemary (2000). Stalkers and Their Victims. Cambridge University Press. ISBN 0-521-66950-2
- Hitchcock, J.A. (2006). Net Crimes & Misdemeanors: Outmaneuvering the Spammers, Swindlers, and Stalkers Who Are Targeting You Online. CyberAge Books. ISBN 0-910965-72-2
- (PDF).   [August 7, 2006]. （原始内容 (PDF)存档于March 15, 2007）. 已忽略未知参数|df= (帮助)
- .   [January 4, 2017]. （原始内容存档于February 3, 2019）.
- Cyberstalking – Is it Covered by Current Anti-Stalking Laws? by Craig Lee and Patrick Lynch